# Projekt 205 Tsunami

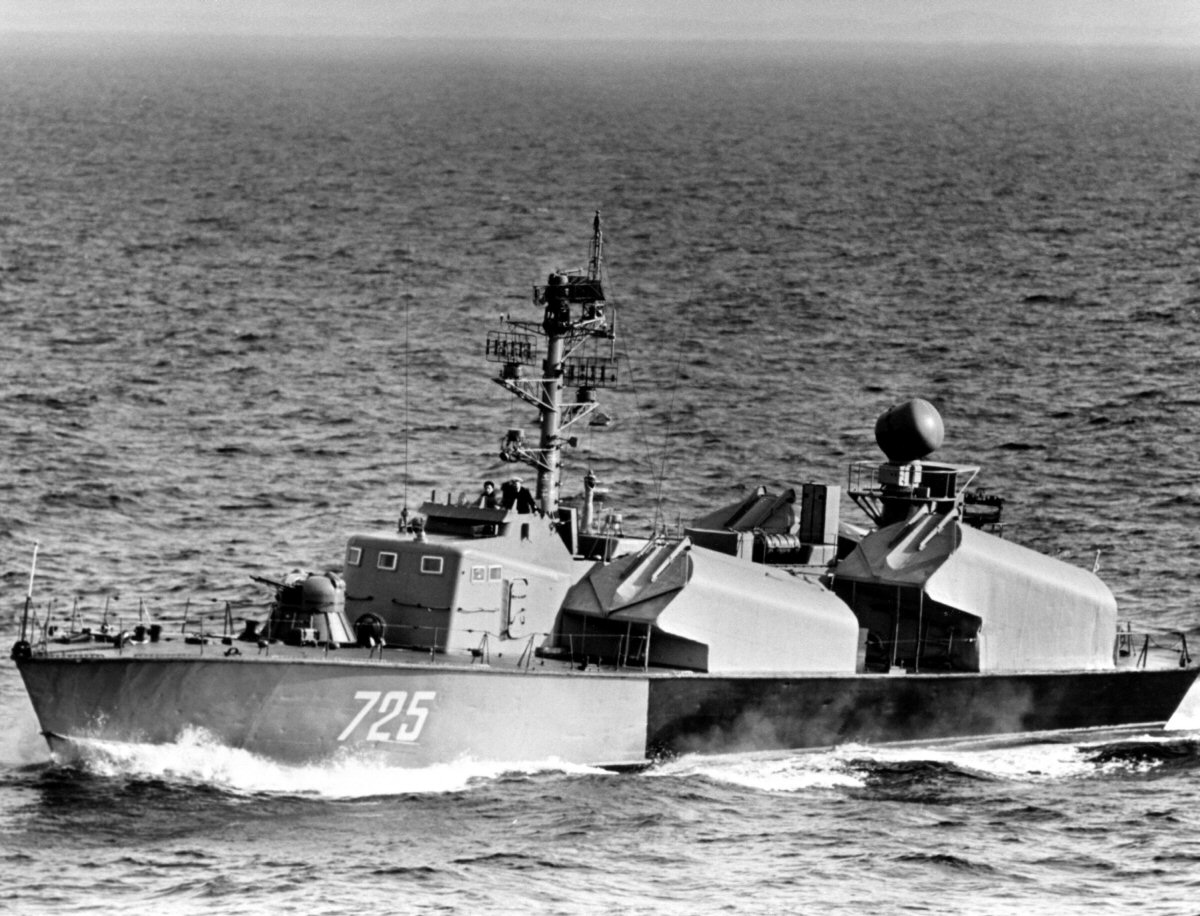
En ursprunglig Projekt 205 med de karaktäristiska lådformade robottuberna.

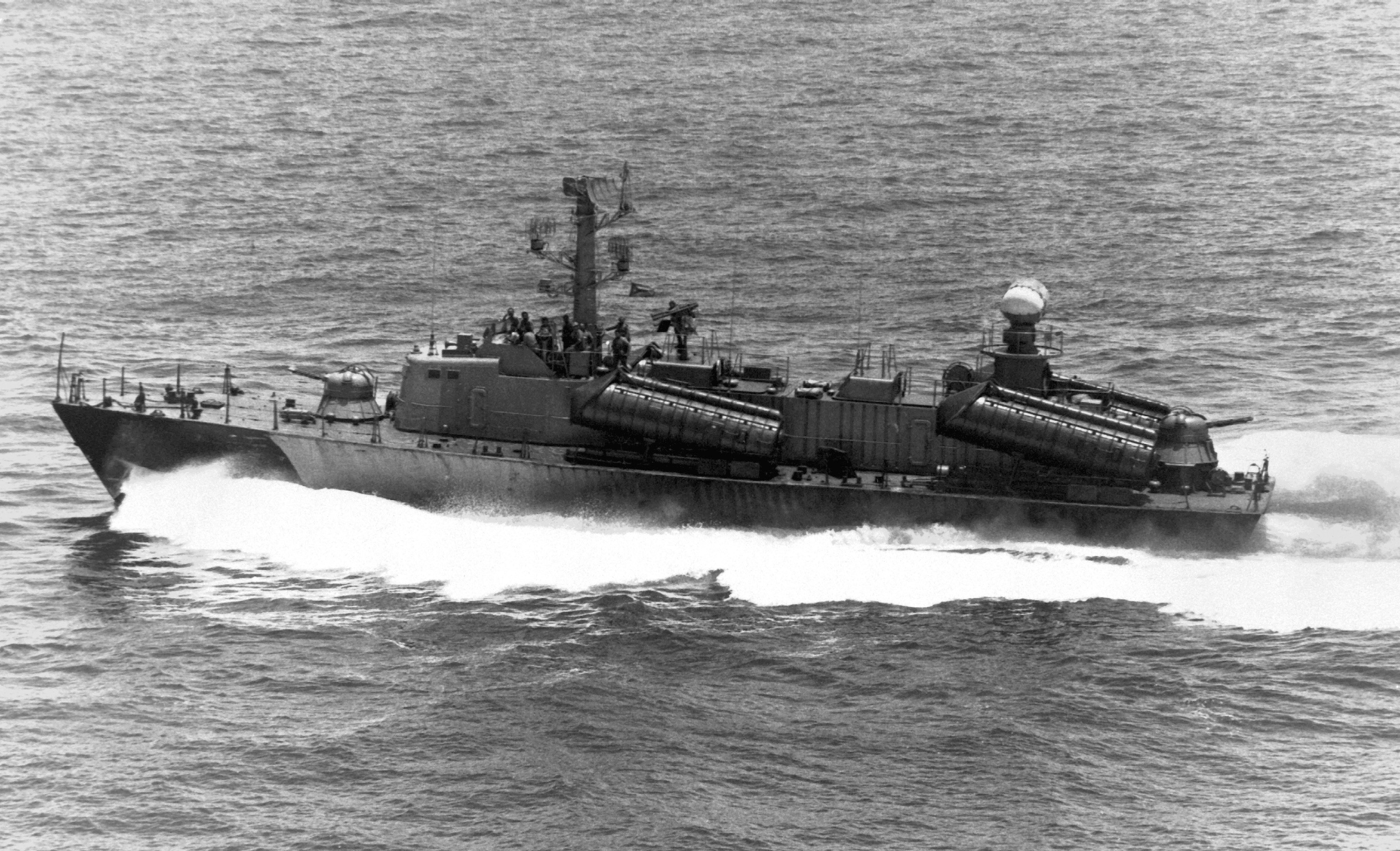
En kubansk Projekt 205ER med de modernare cylindriska robottuberna.

Projekt 205 Tsunami eller Osa-klass var en serie robotbåtar utvecklade för Sovjetiska flottan i början av 1960-talet.

## Bakgrund
Sovjetunionens första robotbåtar av typen Projekt 183R var motortorpedbåtar ombyggda att bära sjömålsrobotar. De var snabba, billiga och relativt slagkraftiga, men deras uthållighet och sjövärdighet var inte imponerande. Dessutom var de sårbara; Träskrovet var känsligt för skador och den defensiva beväpningen bestod bara av en handriktad 25 mm dubbelpjäs.
För att komma till rätta med dessa problem designades Projekt 205 med ett stålskrov med mer än tre gånger så stort deplacement som Projekt 183R. Det gav utrymme för dubbelt så många sjömålsrobotar, dubbelt så stor besättning och två radarstyrda luftvärnskanoner.

## Historia
Tsunami-klass robotbåtar har exporterats till ett flertal länder och använts i strid i bland annat sexdagarskriget, oktoberkriget och Iran–Irak-kriget. Tre indiska Tsunami-båtar sänkte den pakistanska jagaren PNS Khaibar och minsveparen PNS Muhafiz under Operation Trident i december 1971.
Att Tsunami-klass båtarna fortfarande var väldigt sårbara visades 7 oktober 1973 då Syrien förlorade tre Tsunami-båtar vid slaget vid Latika. Den irakiska flottan förlorade också många Tsunami-klass båtar 29 november 1980 på grund av iranska flyganfall. Trots det har ingen flotta bytt ut AK-230-kanonerna mot de betydligt eldkraftigare och fullt kompatibla AK-630. Däremot har några fartyg fått Strela 2-robotar.

## Varianter
- Projekt 205 (Osa I) – Ursprunglig modell, lätt igenkännlig på de lådformade avfyringstuberna för P-15 Termit. 160 byggda.
- Projekt 205E – Försöksmodell med bärplan som kunde nå 50 knop. En byggd.
- Projekt 205U (Osa II) – Förbättrad modell med kraftigare motorer och cylindriska robottuber med hydraulisk lucka. 32 byggda.
- Projekt 205ER – Exportversion av 205U utan radarvarnare, radiopejl och IFF-system.
- Projekt 205M – Beväpnad med den modernare sjömålsroboten P-15M. 20 byggda.
- Projekt 205P Tarantul (Stenka) – Patrullbåt med större överbyggnad, hydrofon och 400 mm torpedtuber i stället för Termit-robotar. 114 byggda.

## Användare
- Algeriets flotta – Åtta Projekt 205ER
- Angolanska flottan – Sex Projekt 205ER
- Azerbajdzjanska flottan – En Projekt 205U
- Bangladeshiska flottan – Fem Projekt 205
- Benins flotta – Två Projekt 205
- Bulgariska flottan – Tre Projekt 205ER
- Egyptens flotta – Nio Projekt 205, varav fem köpta från Serbien 2007. Dessutom fyra Tuima-klass köpta från Finland 2003.
- Eritreanska flottan – Fem Projekt 205ER
- Finlands marin – Fyra Projekt 205ER, även kända som Tuima-klass. Sålda till Egypten 2003.
- Indiens flotta – Åtta Projekt 205, avrustade under 1980-talet. Åtta Projekt 205ER, avrustade i början av 2000-talet.
- Jemens flotta – 18 Projekt 205ER
- Jugoslaviska flottan – Tio Projekt 205
- Folkets befrielsearmés flotta – Över 120 båtar tillverkade på licens.
- Kroatiens flotta – En Projekt 205, avrustad på 1990-talet.
- Kubas flotta – 13 Projekt 205ER
- Lettiska flottan – Sex Projekt 205 köpta från Östtyskland, avrustade på 1990-talet.
- Koreanska folkflottan – 12 Projekt 205
- Polska marinen – 13 Projekt 205, avrustade 1984–2006
- Rumäniens flotta – Sex Projekt 205, avrustade 2004
- Somaliska flottan – Två Projekt 205ER
- Sovjetunionens flotta – 175 Projekt 205 och 114 Projekt 205U. De sista avrustades 1990 eller fördes över till andra länder i samband med Sovjetunionens fall..
- Syriska flottan – Åtta Projekt 205 och tolv Projekt 205ER
- Vietnams flotta – Åtta Projekt 205ER
- Volksmarine – 15 Projekt 205